# Templon
Pour les articles homonymes, voir Templon (homonymie).

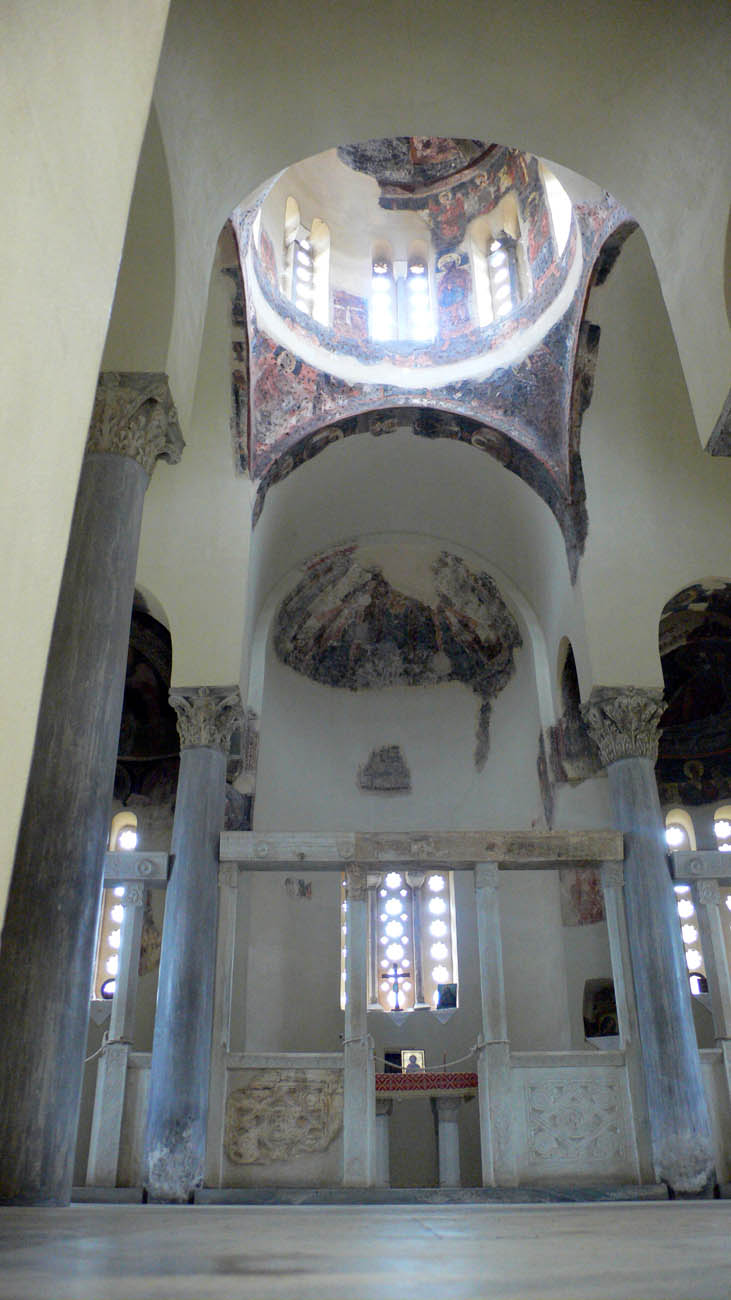
Églises des Saints-Apôtres d’Athènes où le templon sépare la nef du chœur.

Le templon (en grec : τέμπλον, pluriel templa ; aussi appelé κάγκελλα ou κιγκλίδες) caractéristique des églises byzantines est une cloison de pierre ou de bois séparant le bêma (βῆμα en grec), la bimah (hébreu בימה), ou sanctuaire, du naos (ναός en grec) ou nef.  Tantôt plein tantôt à claire-voie, il était constitué de larges panneaux décorés de feuillages, d’animaux et, plus rarement de représentations de personnages sacrés représentés en buste dans des médaillons. Ces panneaux étaient joints par des colonnettes surmontées d’une architrave ou d’un épistyle.
Son évolution se fit en trois temps :
1. d’abord barrière basse (muret) venant à hauteur de poitrine ;
2. il prit de l’ampleur vers le Ve siècle pour devenir une barrière haute coiffée d’un épistyle sur lequel on prit l’habitude de placer des icônes ;
3. avant que celles-ci n’apparaissent entre les colonnettes de la barrière[3] pour devenir l’iconostase que l’on connait aujourd’hui.

Considéré comme une ouverture sur le monde divin, le templon était normalement percé de trois portes. Le clergé avait accès au sanctuaire par une porte centrale, portillon à deux vantaux appelé « Portes royales » ou « saintes » réservées au célébrant et représentant l’entrée dans le Royaume de Dieu ou le Paradis. Très tôt, deux autres entrées furent aménagées, l’une sur la droite pour le diacre, l’autre sur la gauche pour les clercs inférieurs,.

## Origine et étymologie

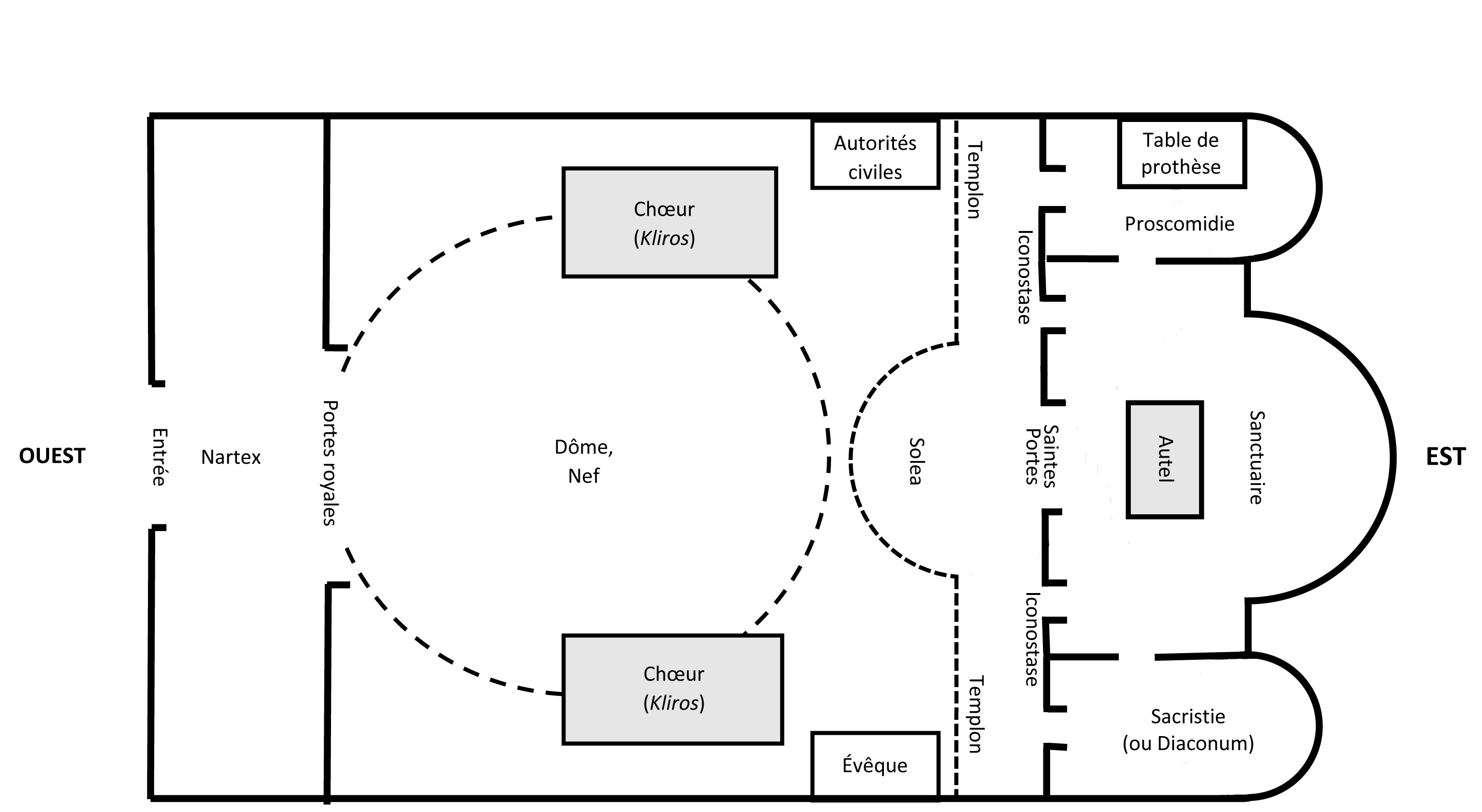
Plan-type d’une église de rite byzantin.

Ce dispositif architectural a reçu, suivant les époques et les endroits des noms variés : templon, diastyles, treillage ou chancel, voile.
Dans sa forme originelle le templon ressemblait beaucoup au chancel des églises d’Occident des premiers siècles (voir image ci-contre).  Mais alors qu’en Occident cette simple barrière évolua en hauteur pour devenir une clôture haute faite de bois, de pierre ou d’une grille en fer forgé, appelée « clôture de chœur », dans l’Orient orthodoxe son élévation en hauteur permit de fermer l’espace entre les colonnettes au moyen d’icônes ou d’un rideau empêchant de voir le sanctuaire à certains moments  de la liturgie. 
Plusieurs hypothèses ont été données quant aux origines du templon. Elles ont pour la plupart en commun l’idée d’une séparation entre le « profane » et le « sacré », entre le clergé qui peut accéder au sanctuaire et les laïcs ou clercs non officiants qui doivent rester à l’extérieur.  Dès le VIIIe siècle certaines prières étaient dites par le célébrant à voix basse pour sa propre purification avant le début des rites, alors que d'autres étaient dites à voix haute de façon à être entendues de l’extérieur par les fidèles qui devaient suivre « avec crainte et tremblements » certaines parties de la liturgie particulièrement solennelles où les rideaux du bêma étaient fermés et où, selon certaines inscriptions sur les murs, « les anges eux-mêmes encerclent le sanctuaire avec crainte ».

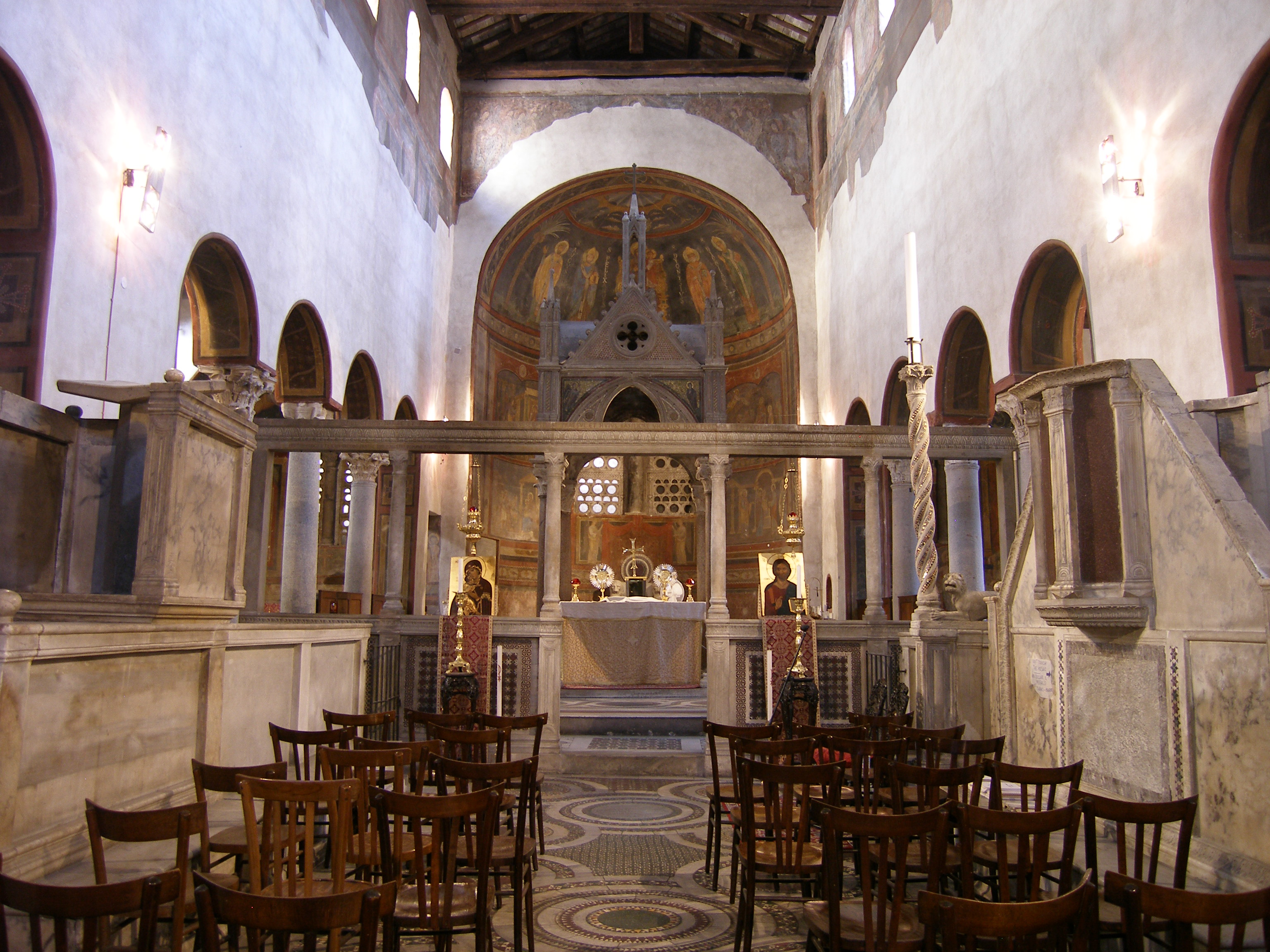
Chancel simple dans une église occidentale : Santa Maria in Cosmedin (Rome, fin du VIIIe siècle).

Certains ont fait un rapprochement avec la peinture et la sculpture. Les architectes byzantins, influencés par les théâtres grecs, imitant le classique proskenion, auraient reproduit la rangée de colonnes entre lesquelles se trouvaient une large porte au centre et deux plus petites de chaque côté. La similarité n’est probablement toutefois que visuelle. En effet, si les drames grecs classiques étaient effectivement présentés à Constantinople aux Ve et VIe siècles alors qu’apparaissent les premiers templa dans les églises, il est peu probable que les pièces et l’architecture des théâtres où elles étaient jouées aient pu influencer le cadre dans lequel se déroulait une liturgie en train de se former. 
D’autres ont noté la similitude tant au niveau de la forme que du contenu avec la niche de l’arche sainte que l’on retrouve dans les synagogues juives des IIe et IIIe siècles. Celles-ci avaient également trois divisions : une porte centrale conduisant à l’autel et deux passages latéraux. Elle fut reprise dans certains temples païens de Syrie. 

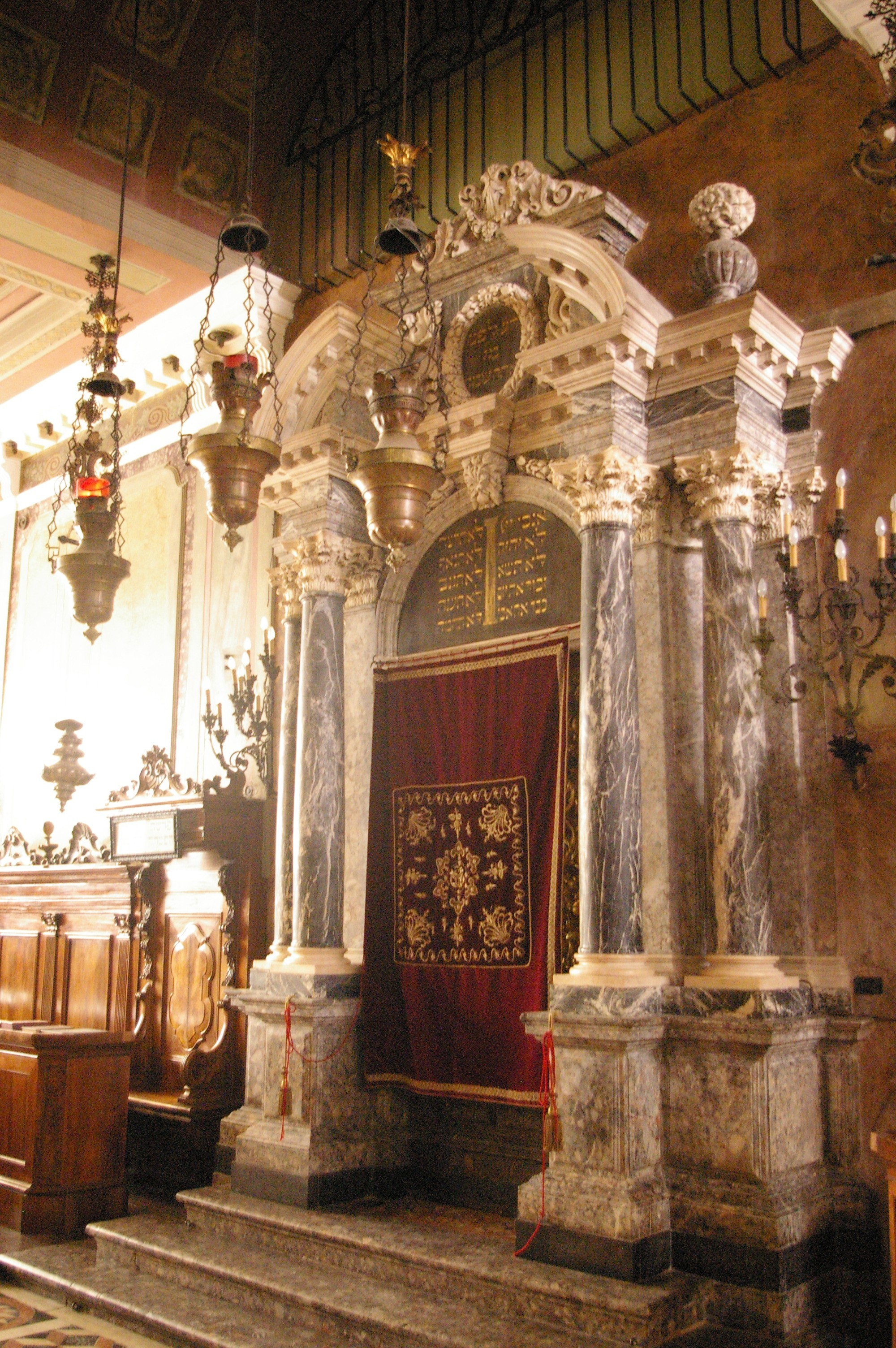
Aron Kodesh de la synagogue italienne de Padoue (1617).

L’idée de séparation entre le « sacré » et le « profane » se retrouve plus nettement encore dans le Temple de Jérusalem dont la partie la plus sacrée ou « Saint des saints » qui contenait l’arche de l’Alliance était séparée du reste du temple par le « Voile du Temple ». Seul le grand prêtre était autorisé à y pénétrer, et ce, une seule fois pendant l’année lors de la fête du Yom Kippur. Ce concept de rideau cachant le lieu le plus sacré se retrouve encore dans les églises préchalcédoniennes arméniennes, coptes et éthiopiennes où un rideau est situé là où se trouve l’iconostase des églises orientales.
Hors du contexte religieux, tant à Rome qu’à Athènes, des barrières également appelées « chancel », étaient utilisées dans les édifices publics pour défendre l’endroit où se tenaient les orateurs, les magistrats, les juges ou les scribes contre l’envahissement du public.

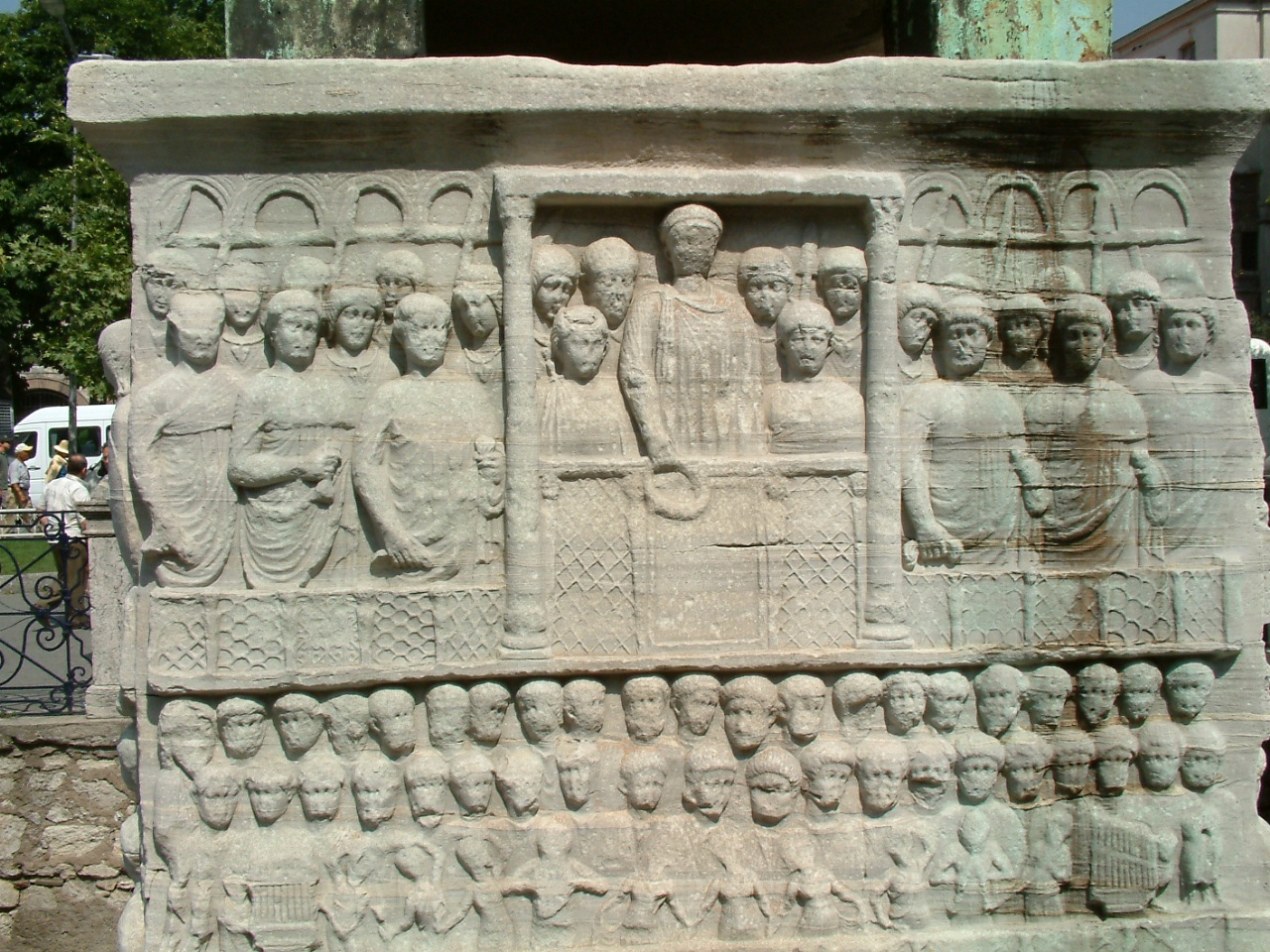
L’empereur et sa cour séparés du public par un chancel (obélisque de Théodose).

On ignore également pourquoi on a donné à cette structure le nom de « templon », mot technique que le grec a emprunté au latin « templum » ou temple. L’explication la plus probable est que sa forme s’apparentait à celle des temples païens de l’époque. Les marches qui conduisent à l’abside sont analogues à celles qui permettaient d’accéder à l’intérieur du temple. Les colonnettes alignées ressemblent à celles que l’on retrouve tout autour d’un temple et l’architrave qui les surmonte est identique à celle des anciens temples. Les éléments sculptés que l’on retrouve sur l’architrave rappelle les métopes ou frises situées dans les temples au-dessus de l’épistyle.

## Historique

### DuVeauXesiècle
Dans les églises paléochrétiennes, le sanctuaire où prenait place le clergé était, comme dans tous les autres édifices publics,  séparé de la nef où prenaient place les laïcs  par des panneaux installés entre les piliers d’environ un mètre de haut et n’empêchaient nullement  ces derniers de suivre l’office. 
Dès le Ve siècle se généralisa le passage d’une clôture de sanctuaire basse vers une clôture plus haute  où les colonnettes des chancels portaient un épistyle* que l’on entreprit par la suite à décorer d’images.  Mais à moins que des rideaux ne soient suspendus à l’épistyle  il demeurait possible à la foule des fidèles de voir ce qui se passait dans le sanctuaire. La décoration était également semblable à celle des autres édifices publics : scènes de chasse ou bucoliques auxquelles commencent à se mêler des personnages en prière. 
Le VIe siècle verra apparaitre sur le templon des images du Christ et de la Vierge, des saints et des anges. Dans la deuxième moitié du VIIe siècle on voit apparaitre des scènes de la vie de divers saints. Dans la même période le caractère « sacré » du sanctuaire s’affirme, celui-ci se fermant et les laïcs n’y ayant plus accès pour prier. Ce serait à ce moment que la barrière séparant la nef du sanctuaire reçut le nom de « templon » Les icônes, déjà installées sur des présentoirs devant le templon et celles qui se retrouveront sur celui-ci deviendront les objets sur lesquels se concentrera la piété populaire et prendront alors une importance accrue.
Il ne reste pas d’exemples des premiers templa  en bois érigés dans les églises chrétiennes. Toutefois de nombreux auteurs en font mention. Eusèbe de Césarée (vers 260-339) mentionne ainsi que dans l’église du Saint-Sépulcre érigée par Constantin à Jérusalem, « l’abside était entourée par autant de colonnes qu’il y avait d’apôtres et, pour la basilique de Tyr : « Il a placé l’autel au milieu [du sanctuaire] et l’a entouré d’une magnifique clôture en bois sculpté que le peuple ne pouvait approcher".
Le premier exemple de templon que nous connaissions est celui du monastère du Stoudion à Constantinople, bâti vers 463 et dédié à saint Jean Baptiste. La barrière du chœur, en forme de lettre grecque « π » entourait l’autel  et avait une porte principale faisant face à la nef et deux plus petites sur les côtés. Douze petits piliers ancraient les panneaux du chancel* larges d’environ 1,6 m. On a trouvé des restes de colonnettes qui indiquent que cette barrière basse devait être surmontée d’un architrave reposant sur ces celles-ci.
Outre ces preuves architecturales et archéologiques de l’existence de templa dans les églises des Ve et VIe siècles, la description littéraire la plus complète que nous ayons d’un templon nous est donnée dans un poème de Paul le Silentiaire qui a laissé une description célèbre de la cathédrale Hagia Sophia de Constantinople. Elle fut composée vers la fin du règne de Justinien Ier et fut probablement lue lors de la fête de l’Épiphanie de 563 où l’on célébra la reconstruction de la coupole l’année précédente. Selon Paul, le templon « entourait l’espace qui était réservé dans l’arche de l’est de la grande église aux sacrifices sans victimes ». Il s’étendait sur l’ensemble du demi-dôme de l’est, y compris l’abside, mais à l’exclusion de l’exèdre*. Douze colonnes de marbres revêtues d’argent d’une hauteur approximative de 9,49 mètres de la base aux chapiteaux étaient disposées sur trois des côtés entourant l’autel. 
Sur ces colonnes reposait une entablure horizontale. Trois portes permettaient d’accéder à l’abside, la porte centrale étant plus large que les deux autres. Bien que des études anciennes aient suggéré que toutes les colonnes et les portes étaient disposées sur une seule ligne parallèle à l’abside, des reconstructions modernes ont montré que la porte centrale faisait face à la nef alors que les deux plus petites étaient disposées sur les côtés d’un plan rectangulaire.
Entre les colonnes étaient disposées des plaques de marbre recouvertes d’argent d’environ 1 m à 1,10 m. On avait sculpté sur celles-ci au VIe siècle les monogrammes de Justinien et de Théodora, même si l’impératrice était disparue depuis plusieurs années, ainsi qu’une croix à bras multiples. Au milieu de l’architrave se trouvait, en repoussé, un médaillon du Christ. De part et d’autre de ce médaillon, se trouvaient d’autres médaillons représentant les anges, les prophètes, les apôtres et la Vierge Marie, tous intimement reliés à la liturgie.
Un autre templon, construit presque à la même époque se trouve dans l’église Saint-Jean-d’Éphèse reconstruite par Justinien selon un plan basilical* avec dôme central. Au-dessus de l’une des portes latérales on peut voir une inscription se rapportant à Jean l’Évangéliste alors qu’une autre inscription se rapportant à Jean le Baptiste devait figurer sur l’autre porte puisqu’il était l’une des figures dominantes de la liturgie célébrée en ce lieu.
La majorité des templa étaient construits sur le même modèle. Ils étaient généralement faits de marbre sculpté quoique certains comme celui de Hagia Sophia étaient revêtus de métal précieux; d’autres faisaient usage de marbres polychromes. Les panneaux étaient souvent sculptés et portaient des représentations d’animaux ou de plantes alors que sur les architraves* se trouvaient des bustes de Dieu, de la Vierge et des saints. La tradition se perpétua du temps de Justinien jusqu’au milieu du Moyen Âge comme le montre le templon de marbre découvert lors d’excavation à Sébaste en Phrygie et sur l’épistyle duquel s’alignaient les bustes de divers saints. Il semble bien que des icônes firent leur apparition entre les colonnes avant la période de l’iconoclasme. Nicéphore Ier, patriarche de Constantinople de 806 à 815, fait état dans son Antirretikoi d’icônes portatives suspendues aux colonnes et à la porte du templon. Des icônes portatives ainsi que de plus grandes icônes étaient également placées devant la porte du templon, ainsi qu’en fait foi l’église Saint-Panteleimon à Gorno Nerezi.
Pendant cette période paléochrétienne, les images étaient incorporées dans les éléments du templon et faites de la même matière, généralement le marbre.
Jusqu’à cette époque, il y a peu de différences entre l’Orient et l’Occident, puisque dans les églises de l’Occident latin existe également une séparation entre le sanctuaire et la nef (le jubé) que l’on peut encore voir dans certaines églises et qui perdurera jusqu’à la Contre-Réforme. Toutefois, le jubé des églises catholiques ne servira pas de support aux icônes mais plutôt d’ambon, de tribune, pour les lecteurs de l’épître et de l’évangile.

### À partir duXesiècle

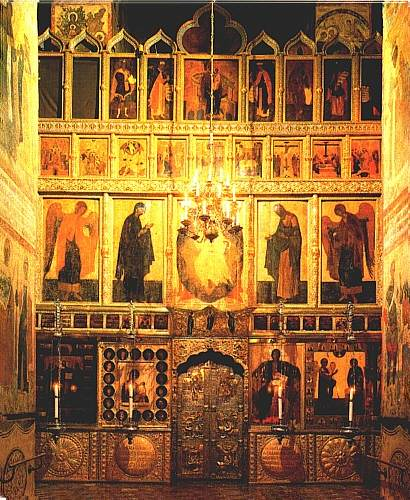
Iconostase de la cathédrale de l’Annonciation dans le kremlin de Moscou.

Les changements qui surviendront par la suite s’inscriront dans un mouvement plus vaste qui englobera l’ensemble de l’art religieux en général et la codification de la liturgie qui devint une reconstitution de la vie terrestre du Christ allant de l’Annonciation à l’Ascension ainsi qu’à la descente de l’Esprit Saint à la Pentecôte.  Il s’ensuivit que la décoration du templon adopta un programme de plus en plus précis alors que le sanctuaire acquérait une aura mystique, le faisant comparer par le Pseudo-Sophronius à « une rivière de feu » entre le sanctuaire et la nef,.
Le templon remplaça graduellement toutes les autres formes de barrières entre la nef et le sanctuaire dans les églises byzantines du VIe au VIIIe siècle, sauf en Cappadoce où la construction dans le roc posait des problèmes spéciaux. Après la période iconoclaste de l’Empire byzantin (726-843), le templon fut prolongé pour inclure les pastophoria, ces deux parties de l’église utilisées comme sacristies jouxtant l’abside et formant avec l’autel, les trois parties du sanctuaire,.
C’est au XIe et au XIIe siècle que le templon changea de forme; en s’élevant et en multipliant le nombre des icônes, le templon devient ainsi un écran fermé qui empêchait de voir l’intérieur du sanctuaire de façon permanente,. La composition dite de la Déesis  jusque-là placée sur l’arc d’entrée de l’abside vient couronner le centre du templon. De même, l’Annonciation qui surplombait généralement l’entrée du sanctuaire vint prendre place sur les vantaux des Portes royales la Vierge figurant à droite et l’ange Gabriel à gauche. Apparait également le proskynetarion, ou icône  monumentale  du Christ, de la Vierge ou du saint patron de l’église fixés à l’architrave. De part et d’autre de la Déesis qui continue à former le centre du décor s’ajoutent des images représentant les « Douze Fêtes » traduisant l’importance que prend la vie liturgique,.  En plus des icônes monumentales placées des deux côtés du templon, on retrouve des icônes mobiles placées elles sur l’architrave* et peintes sur une seule planche de bois dont la longueur dépendait du nombre de représentations. 
La Déesis* semble avoir été l’image la plus répandue à cette époque non seulement parce qu’elle suggérait la puissance de la prière en même temps que la crainte du Jugement dernier, mais aussi parce qu’elle pouvait s’adapter au caractère particulier de l’église en y ajoutant diverses scènes et personnages. Ainsi, à Sainte-Catherine, des scènes tirées de la vie de saint Eustratios sont représentées des deux côtés de la Déesis sur la poutre du templon. Ces icônes monumentales pouvaient être fixes sur les piliers du templon ou, sous forme d’icônes portatives, placées devant l’écran. Des exemples de l’un et l’autre existent encore à Chypre provenant de Lagoudera et transférées dans le palais archiépiscopal de Nicosie ainsi qu’à Saint-Néophytos.
Au XIe siècle, les icônes apparaissent dans l’entrecolonnement du templon, pendant en-dessous de l’architrave.  Toutefois, à cette époque, l’usage répandu surtout dans les monastères semblait être celle de rideaux tendus sur le templon. Ceux-ci étaient fermés pendant les mystères de façon à cacher le célébrant. Selon Nicétas Stétahos (1005-1090), chartophylax et syncelle à Hagia Sophia cette pratique se justifiait par le fait que seuls les membres du clergé étaient dignes de voir le mystère.

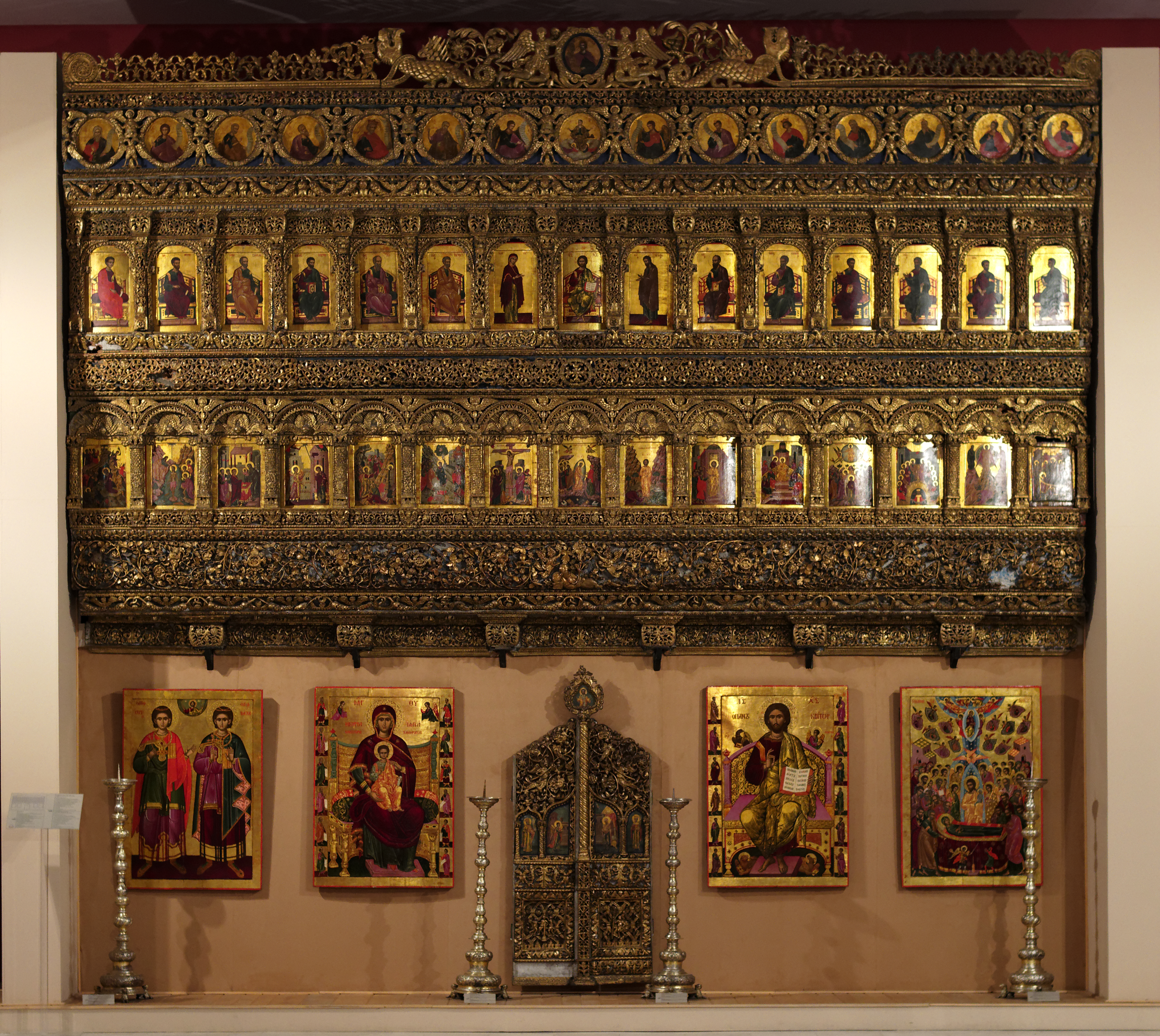
Iconostase à cinq registres du monastère Cotroceni de Bucarest (1680).

C’est au XIIe siècle que le templon commence à devenir une sorte de mur recouvert d’icônes. C’est aussi vers cette époque qu’apparaissent les premiers templa en bois sculpté qui donneront naissance aux iconostases. Jusqu’au XIVe siècle cependant le templon demeure relativement ouvert, les icônes se retrouvant ou bien sur les colonnes, entre les colonnes, ou plus généralement sur l’épistyle. 
Parmi les icônes les mieux préservées, on compte celles du monastère de Sainte-Catherine au mont Sinaï. La poutre de ce templon datant de la fin du XIIe siècle comprend deux scènes liturgiques avec, au milieu, une Déesis* entre deux scènes représentant la Transfiguration et la Résurrection de Lazare, cette dernière reliée aux images de la Semaine sainte selon le calendrier liturgique. Nombre d’épistyles de ce genre ont été retrouvés ici et là dans l’empire, aucune toutefois antérieure au XIIe siècle qui marqua la transition des bustes sculptés sur l’architrave, vers une décoration picturale plus directement liée à la liturgie après  l’iconoclasme.
L’iconostase surélevée devint le modèle traditionnel au XVe siècle, avec la construction en Scandinavie et en Russie, d’églises faites entièrement de bois et ne pouvant par conséquent recevoir le programme de fresques conçu dans les églises byzantines pour des murs en pierre. On chercha donc à reproduire ce programme au moyen d’icônes sur l’iconostase. Aux trois premiers registres (Les grandes icônes sur les Portes royales, les grandes Fêtes et la Déesis) s’ajouteront progressivement un quatrième registre représentant les prophètes de la Bible et un cinquième représentant les patriarches de la Genèse. L’iconostase devient ainsi la représentation de l’histoire du salut comprenant la période d’Adam à Moïse, celle de Moïse jusqu’au Christ pour se terminer avec l’Incarnation et le Nouveau Testament. La première iconostase à cinq niveaux, s’élevant jusqu’au plafond, fut conçue pour la cathédrale de l’Annonciation du kremlin de Moscou par Théophane le grec en 1405 et fut bientôt reproduite par son assistant Andrey Rublyov dans la cathédrale de la Dormition à Vladimir en 1408. À partir du XVIIe siècle, ce modèle d’iconostase à cinq registres deviendra la norme mais variera en fonction de la grandeur et de la richesse des églises.
Chargés d’icônes à l’extérieur, les templa (en particulier ceux qui, surtout dans les villages, étaient faits de murs de maçonnerie pleins) étaient souvent aussi décorés à l’intérieur, du côté de l’autel. Outre les représentations du Christ et de la Vierge, on y retrouvait des saints et des personnages directement reliés à l’église (évêques, mécènes, etc.). Ici encore primait l’idée de sainteté du sacrifice eucharistique, le but était de donner au célébrant l’idée qu’il n’était pas seul, mais qu’il faisait partie des élus pouvant participer au mystère divin.

## Glossaire
Abside
(Du latin absis, lui-même dérivé du grec ἁψίς [voûte, arcade])
Partie saillante en demi-cercle  qui dans une église chrétienne termine le chœur et où se trouve l’autel.
Arche sainteArche ou niche (Aron Kodesh —ארו קודש pour les Ashkénazes ou היכל – Hekhal, temple, pour les Séfarades —) est l’endroit où sont  conservés les rouleaux de la Torah.
ArchitravePartie de l’entablement qui porte horizontalement sur les colonnes. On donne généralement le nom d’architrave à une structure faite d’un bloc de pierre et celui d’épistyle à une structure de bois.
BêmaEndroit surélevé qui définit le sanctuaire; elle inclut la partie de l’église se trouvant derrière l’iconostase ainsi que la plateforme devant celle-ci d’où le diacre lit les litanies ainsi que l’ambon d’où le prêtre fait le sermon et distribue la communion.
ChancelClôture basse en bois, en pierre ou en métal qui sépare la nef où sont réunis les fidèles, du chœur réservé au clergé.  Appelée « chancel » dans les églises paléochrétiennes et médiévales, celle-ci se transformera en « clôture de chœur », clôture plus haute constituée de bois, de pierre ou d’une grille en fer forgé.
DéesisReprésentation du Christ en majesté, entouré de la Vierge et de Jean le Baptiste priant pour le salut des chrétiens.
Épistylevoir « architrave »
Exèdredemi-cercle au fond de l’abside muni d’un banc de pierre.
IconostaseCloison, de bois ou de pierre, qui, dans les églises orthodoxes, sépare le sanctuaire  où se tiennent les célébrants du reste de l’église où prennent place le chœur, le clergé non célébrant et les fidèles. Elle est ornée d’icônes représentant en ordre d’importance, le Christ, la Vierge Marie ou Théotokos, Jean le Baptiste, les archanges Michel et Gabriel, les apôtres Pierre et Paul, les prophètes de la Bible et les patriarches, divers saints y compris celui à qui l’église est dédiée.
MétopePanneau architectural situé au-dessus de l’architrave, de forme rectangulaire et le plus souvent décoré de reliefs. L’ensemble des métopes forme une frise.
NaosDans les églises orthodoxes, l’espace où se réunissent les fidèles entre le sanctuaire et l’entrée (narthex).
NarthexPortique interne ménagé à l’entrée de certaines églises paléochrétiennes qui fait transition entre l’extérieur et l’intérieur, le profane et le sacré.
PastophoriaDeux annexes liturgiques qu’on trouve en général dans une basilique paléochrétienne de part et d’autre de l’abside : le diakonikon ou skeuophylakion, où l’on range les vêtements et objets liturgiques, et la prothesis, où sont conservées les espèces pour l’eucharistie.
Plan basilicalplan d’église qui se développe en longueur. Il s’oppose au plan centré.
Proskenion
(en grec : προσκήνιον; en latin « proscenium »)
Avant-scène qui sépare les acteurs sur la scène (espace derrière le rideau de scène) des spectateurs; il est composé d’un plancher qui prolonge le plancher de scène et d’une « arche » (arquée ou non) derrière laquelle tombe le rideau.
Proskynetarion
(en grec προσκυνητάριον [de προσκύνησις signifiant « oratoire » ou « place de prière »)
Très grande icône, généralement représentant le Christ, la Vierge ou le saint patron d’une église fixé à l’architrave du templon ou entre les piliers.

## Églises ayant conservé leur templon
Églises que l’on sait avoir conservé leur templon. Certaines portent des icônes entre les colonnes, d’autres sont la reconstruction des templa originaux.
- Église Sainte-Christine, Lena, Espagne (IXe siècle)
- Monastère d’Osios Loukas, Béotie, Grèce (Xe siècle)
- Église Saint-Jean-le-Précurseur, Athènes, Grèce (XIe siècle)
- Églises des Saints-Apôtres, Athènes, Grèce (Xe siècle)
- Catholicon du monastère Saint-Léontius, Vodotcha, Macédoine du Nord (Xe siècle)
- Monastère Saint-Pantaleimon, Ohrid, Macédoine du Nord (Xe siècle)
  - Le templon est une reconstruction moderne chargée d’icônes.
- Cathédrale Sainte-Sophie, Ohrid, Macédoine du Nord (XIe siècle)
  - Le templon est une reconstruction moderne chargée d’icônes.
- Église de la Transfiguration-de-Notre-Sauveur, Christianoúpoli, Grèce (XIe siècle)
  - Construction unique, extension des murs de l’église.
- Monastère Nea Moni, Chios, Grèce (XIe siècle)
  - Le templon est une reconstruction moderne.
- Église de la Theotokos Peribleptos, Ohrid, Macédoine du Nord (XIe siècle)
- Église de la Panagía Chalkéon, Thessalonique, Grèce (XIe siècle)
  - Le templon a été rempli d’icônes.
- Église Santa Maria in Cosmedin, Rome, Italie (XIe siècle)
- Église Saint-Georges, Staro Nagoritchané, Macédoine du Nord, (XIe siècle)
  - Le templon a été chargé d’icônes.
- Monastère de Kaisarianí, près d’Athènes, Grèce, (XIIe siècle)
- Église Saint-Nicolas, Serrès, Grèce (XIIe siècle)
  - Le templon a été chargé d’icônes.
- Église de la Transfiguration, Amphissa, Grèce (XIIe siècle)
- Église Saint-Panteleimon, Gorno Nerezi, Macédoine du Nord (XIIe siècle)
- Église dite de la Petite Métropole, auparavant église Saint-Eleuthérios ou Panagía Gorgoepíkoos, Athènes, Grèce (XIIIe siècle)
  - Le templon est une reconstruction moderne.
- Église de la Pórta-Panagía, Pýli, Grèce (XIIIe siècle)
  - Le templon a été chargé d’icônes.
- Église Saint-Nicolas-l’Orphelin, Thessalonique, Grèce (XIVe siècle)
- Monastère de Visoki Dečani, Dečani, Kosovo (XIVe siècle)
- Église Sainte-Catherine, Thessalonique, Grèce (XIVe siècle)
  - Le templon a été chargé d’icônes.
- Église des Saints-Apôtres, Thessalonique, Grèce (XIVe siècle)
  - Le templon a été chargé d’icônes.
- Église du Prophète-Élie, Thessalonique, Grèce (XIVe siècle)
  - Le templon a été chargé d’icônes.
- Basilique Saint-Marc, Venise, Italie, (XIVe siècle)

## Galerie
Illustrations de templa en existence. Certains ont été chargés d’icônes entre les colonnes. 

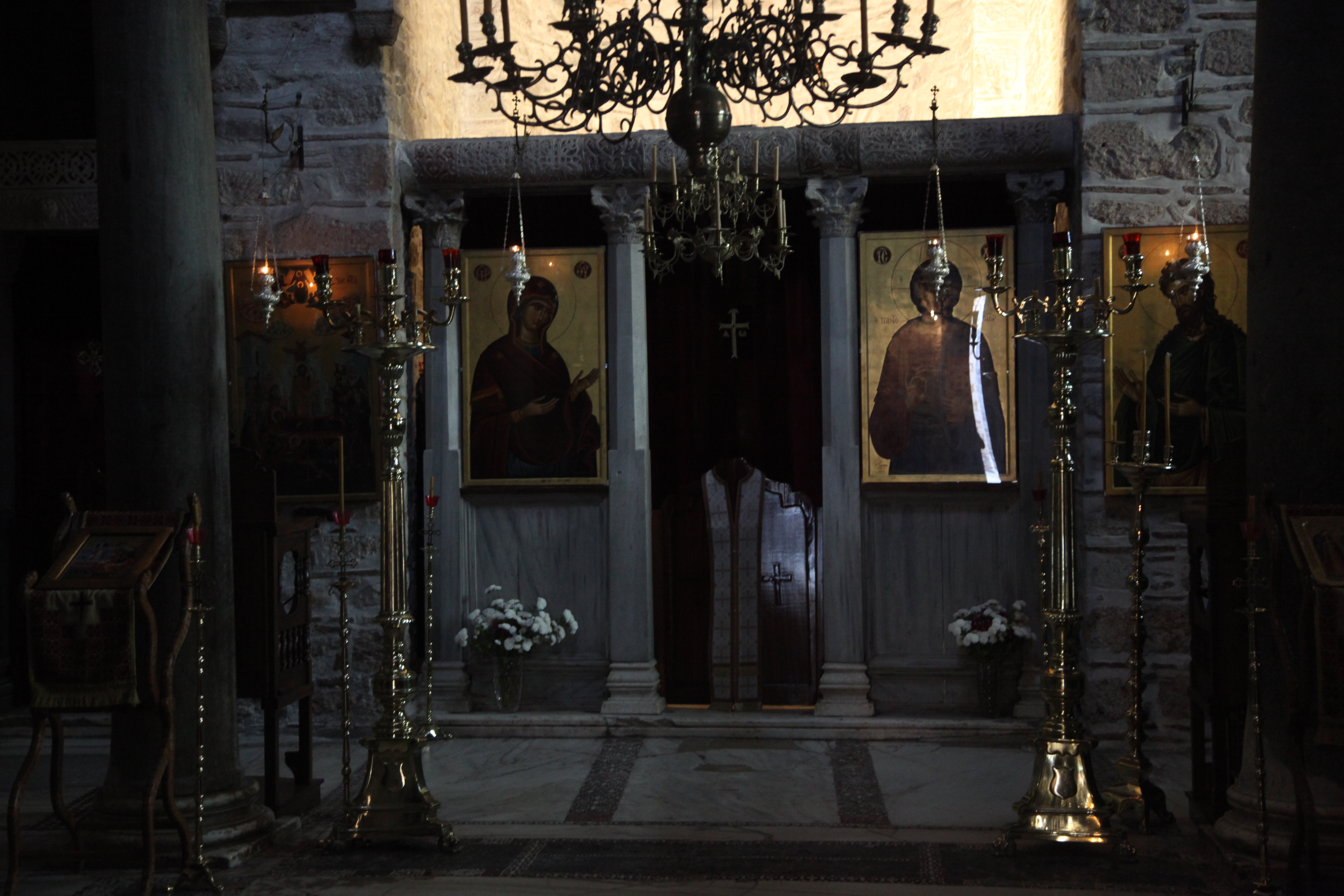
Église de la Theotokos du monastère Saint-Pantaleimon à Ohrid.
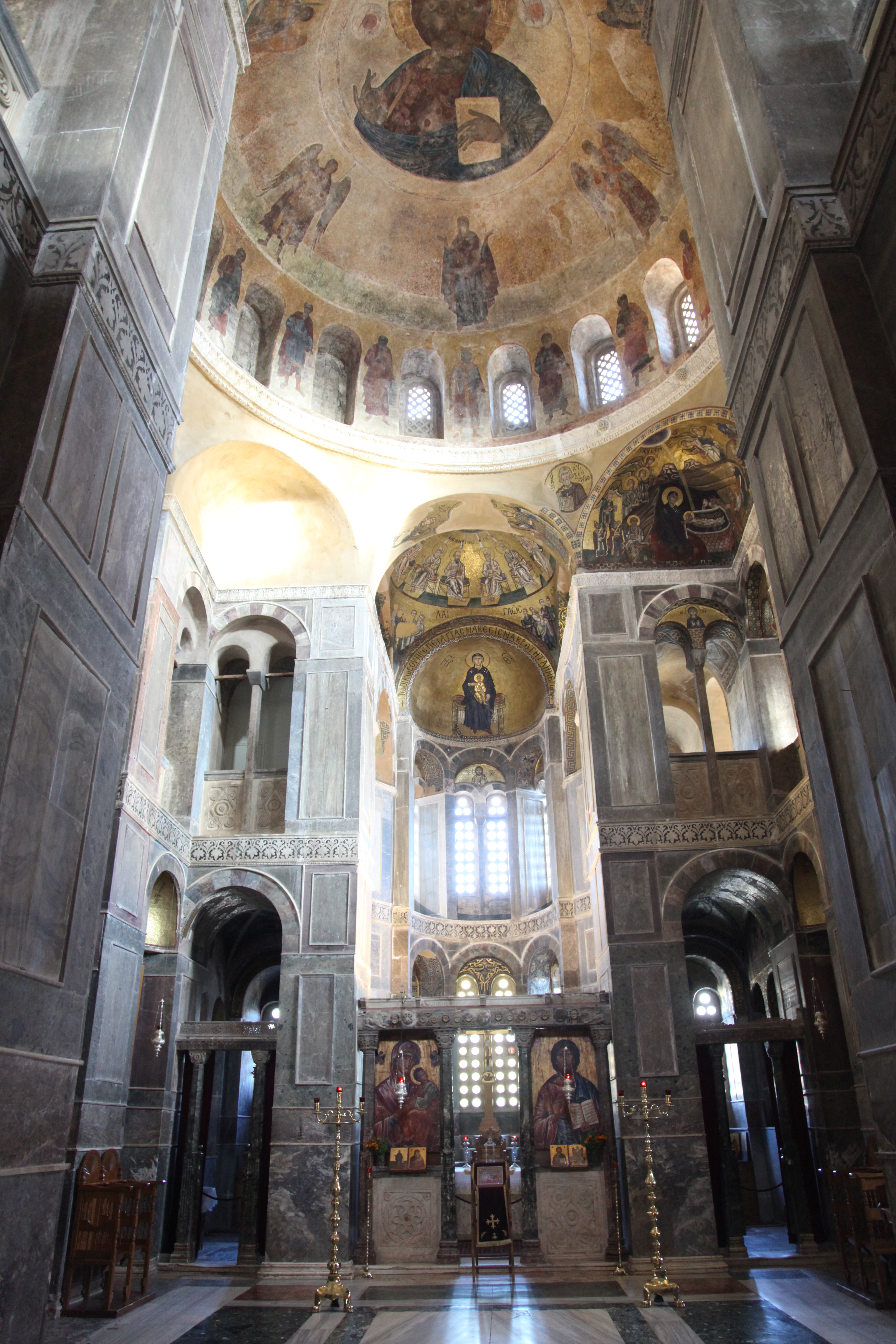
Catholicon du monastère Saint-Pantaleimon à Ohrid.
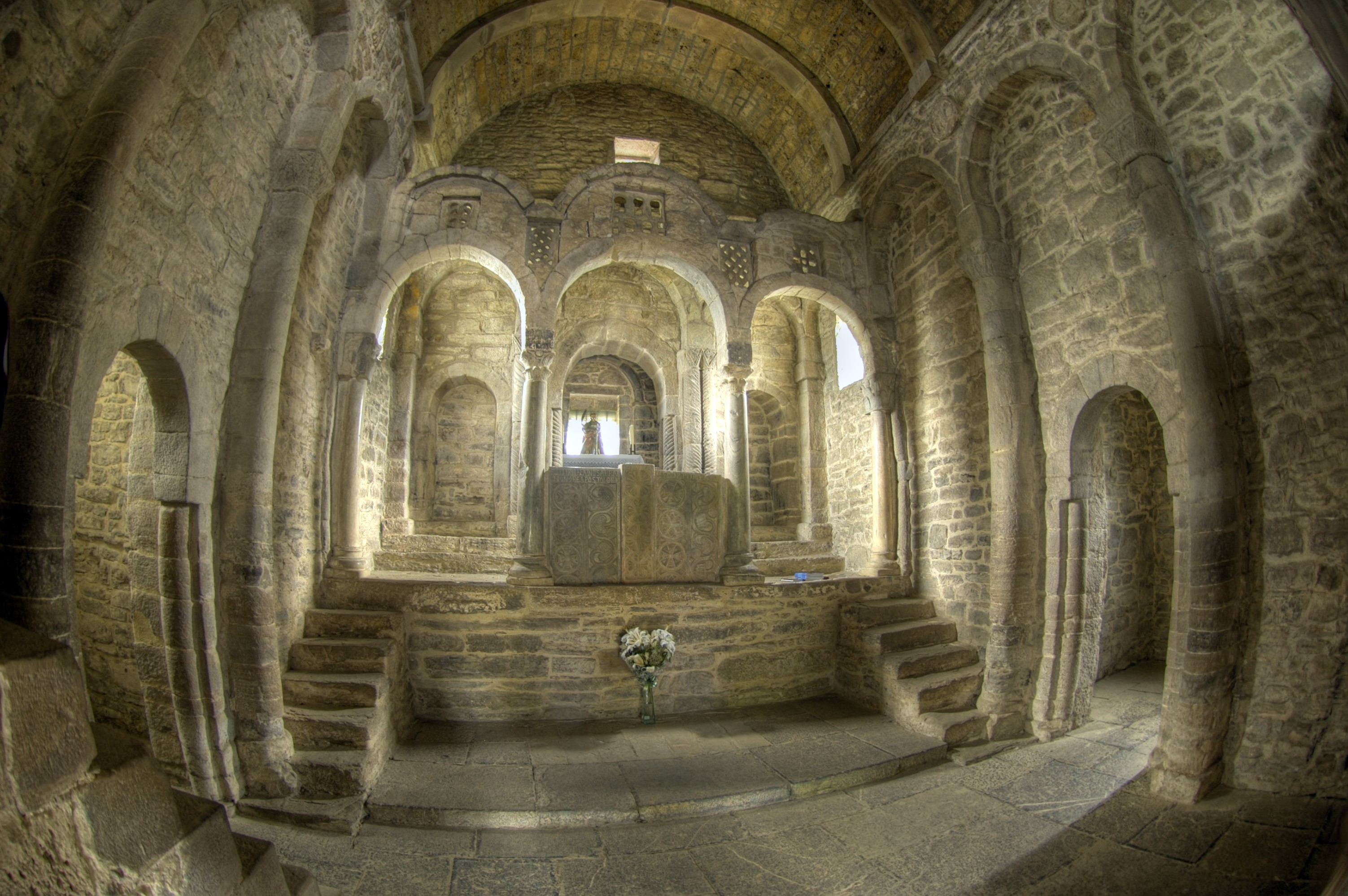
Église Sainte-Christine à Lena.
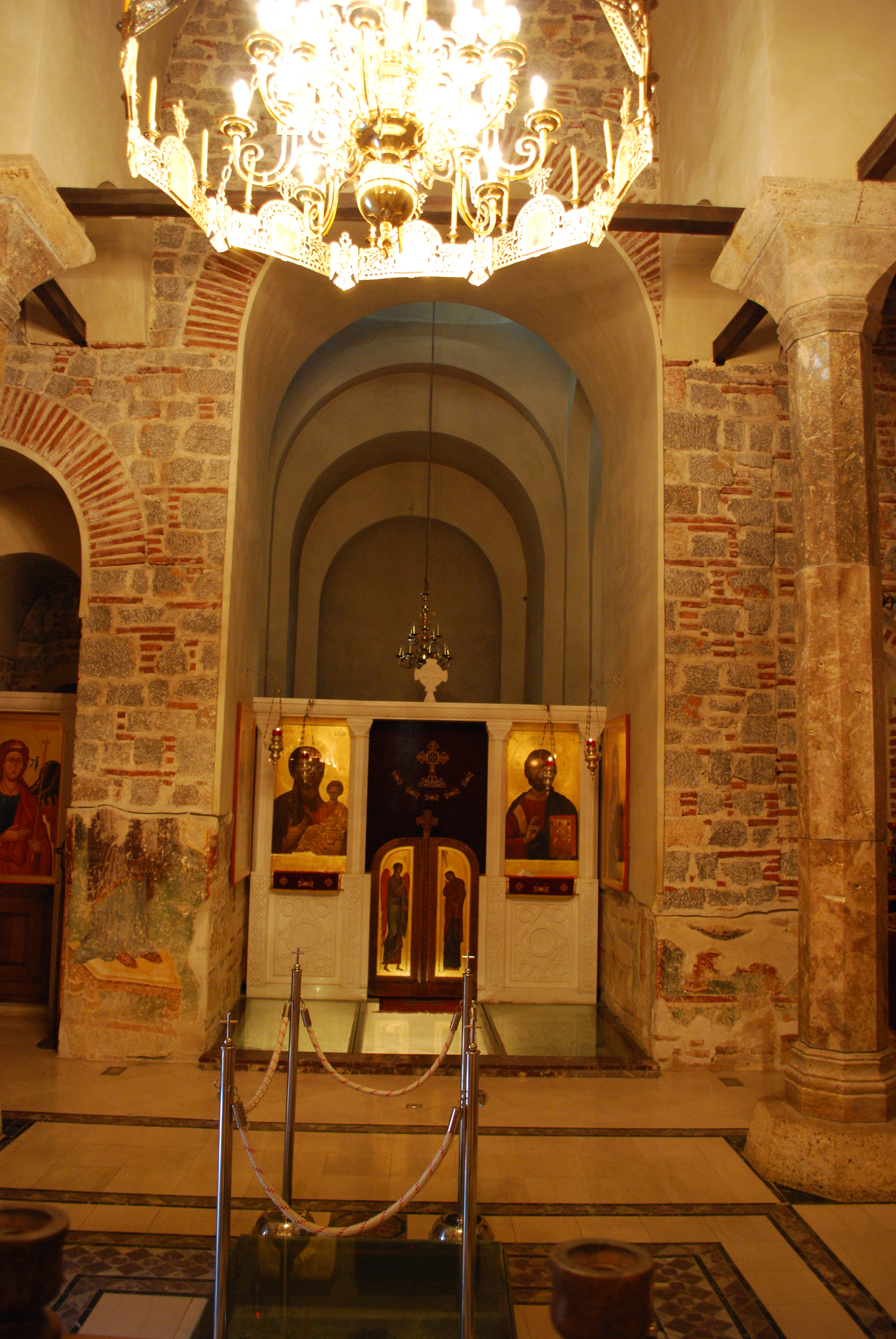
Église Saint-Clément-et-Saint-Pantaleimon du monastère Saint-Pantaleimon à Ohrid.
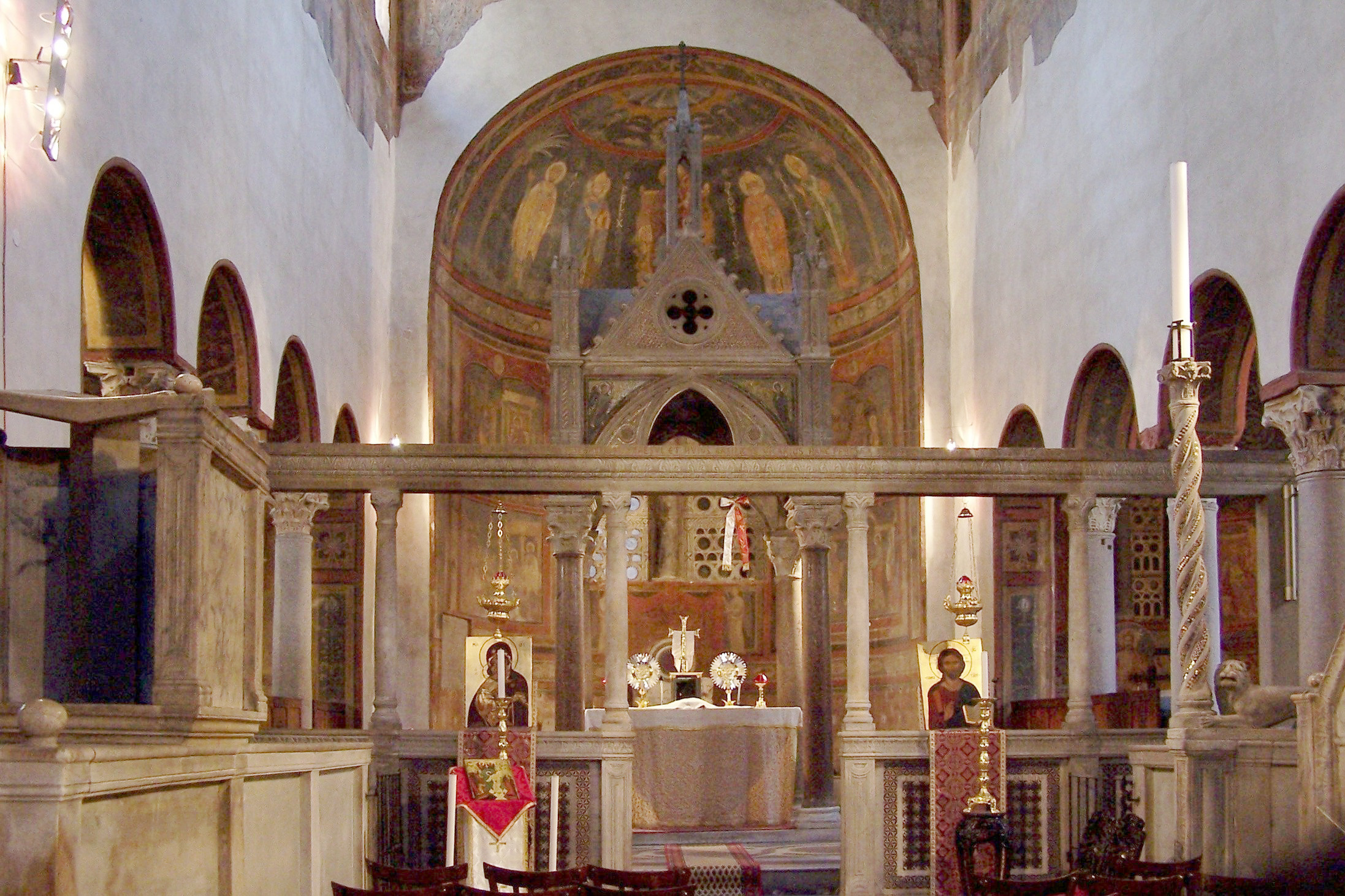
Église Santa Maria in Cosmedin à Rome.
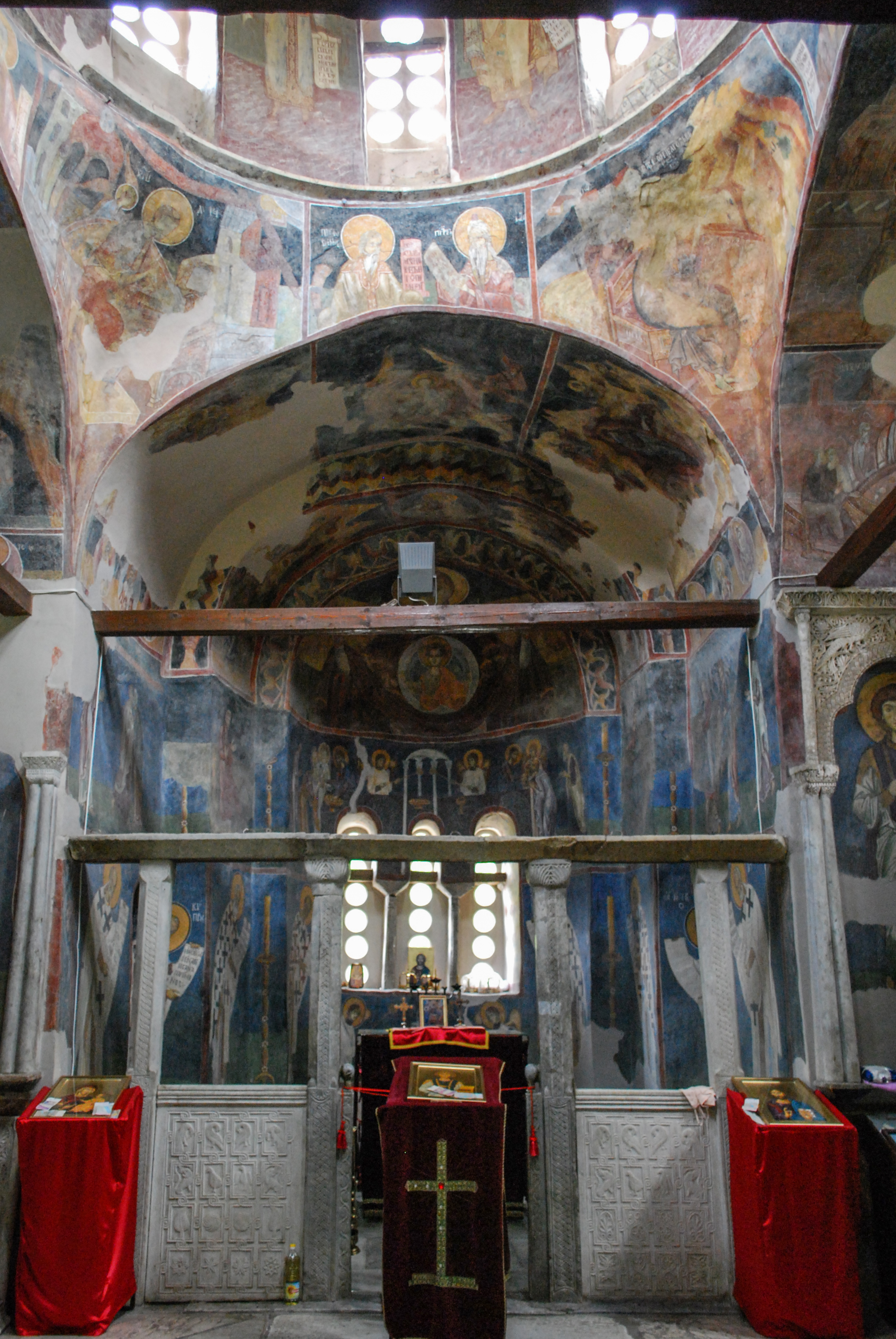
Église Saint-Panteleimon à Nerezi.
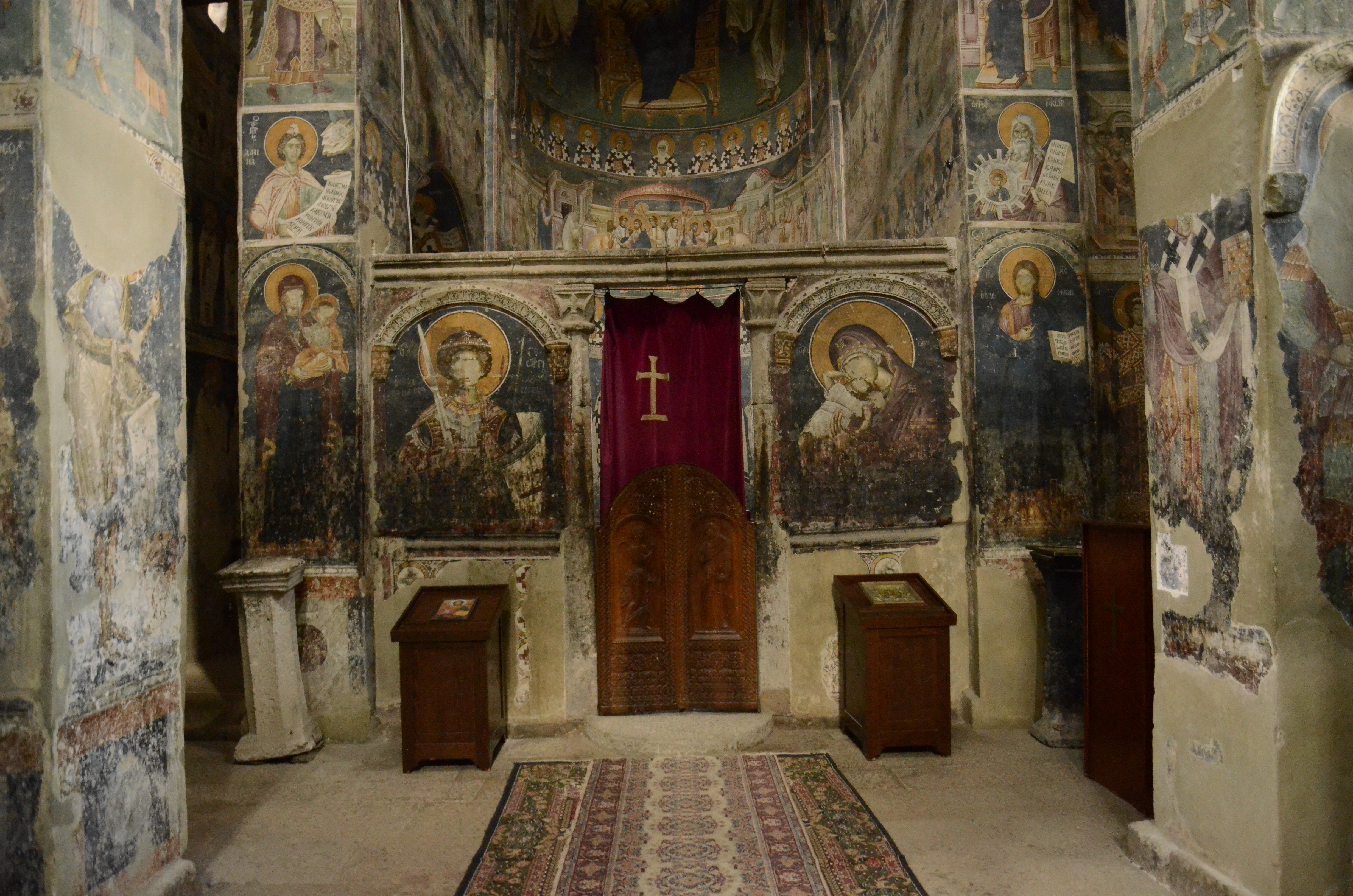
Église Saint-Georges à Staro Nagoritchané.
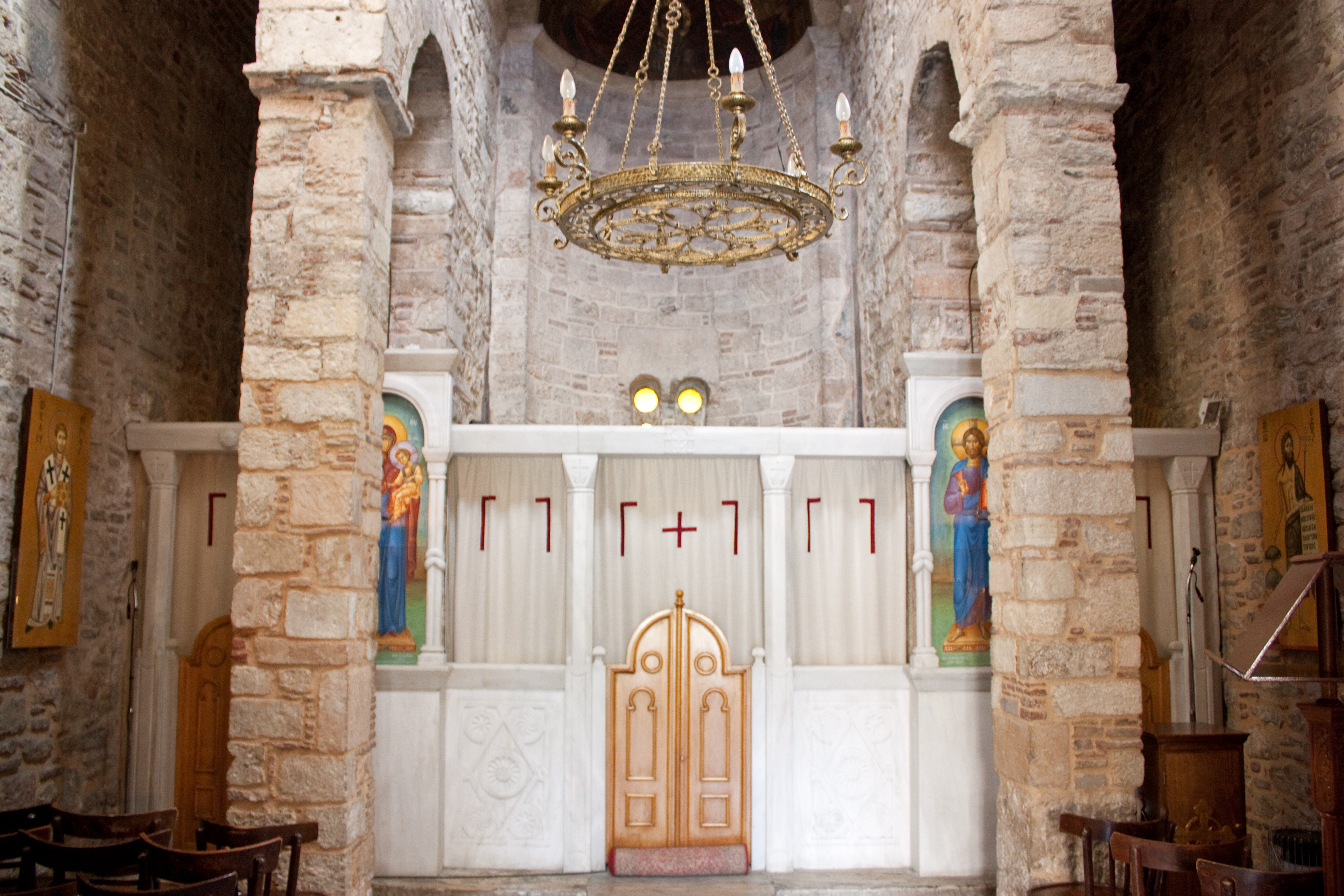
Église Saint-Eleuthérios à Athènes.
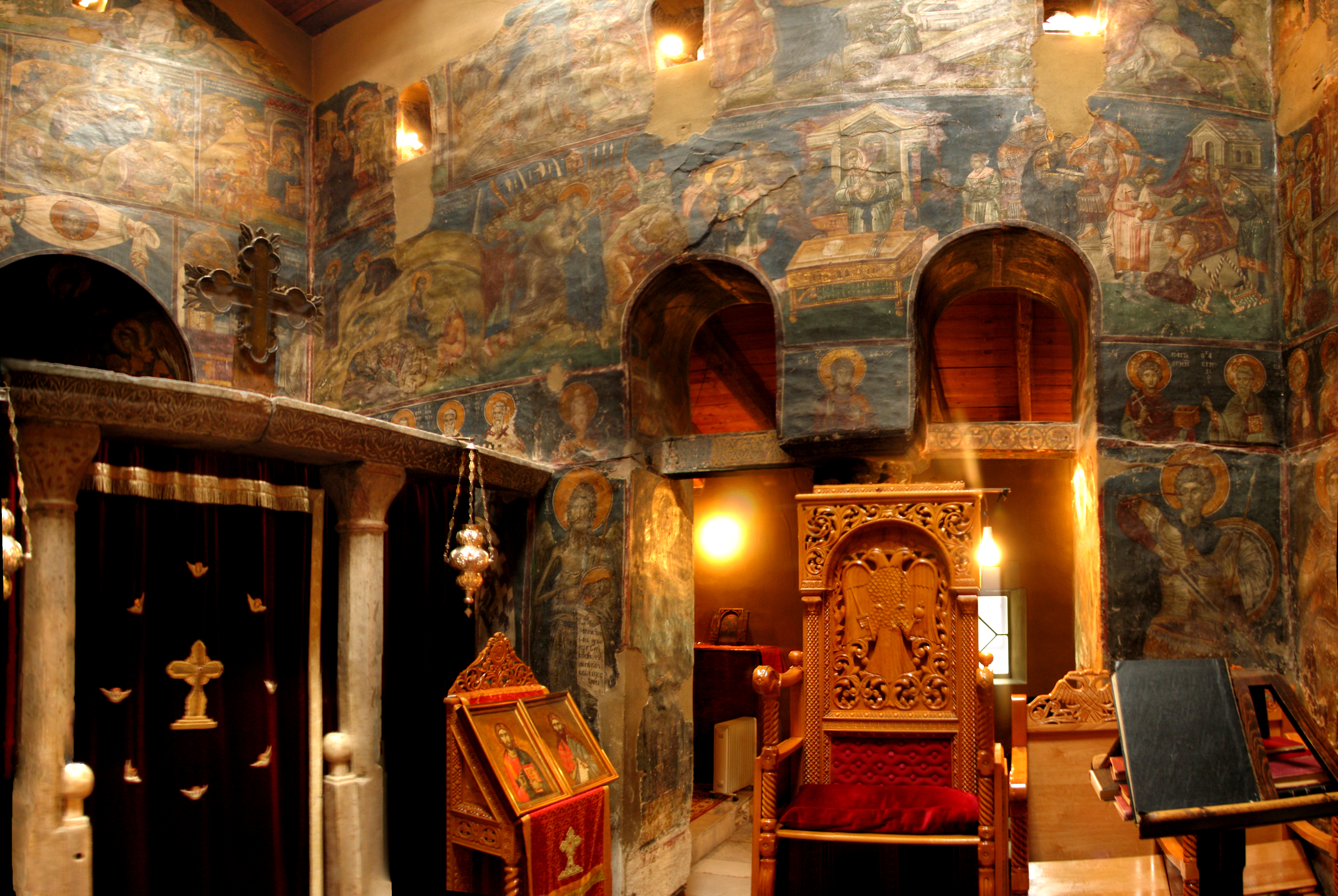
Église Saint-Nicolas-l’Orphelin à Thessalonique.
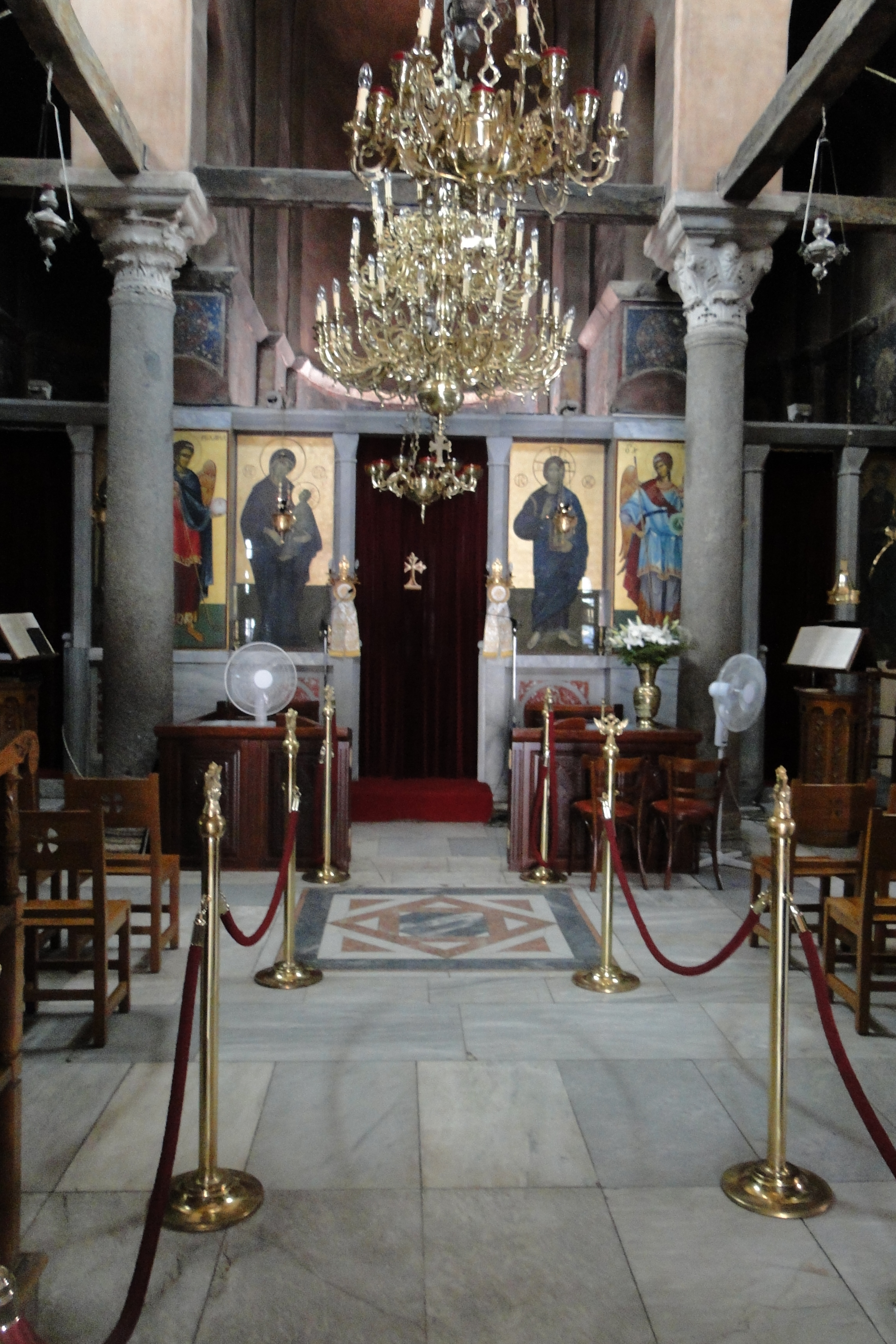
Église des Saints-Apôtres à Thessalonique.
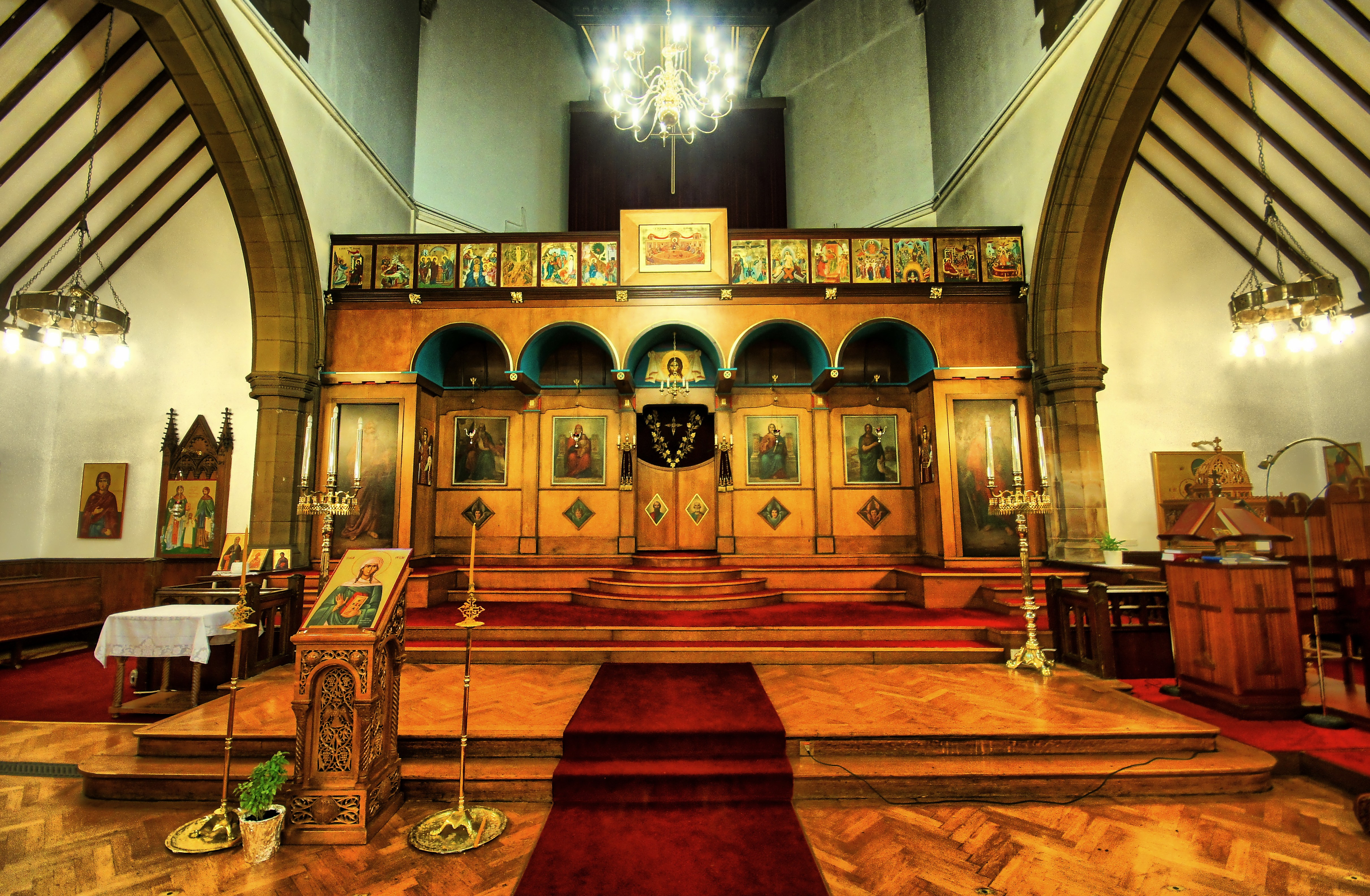
Cathédrale grecque-orthodoxe Saint-Luc de Glasgow.